# 丽泽书院
丽泽书院，原名丽泽堂，亦称丽泽书堂，是由由宋朝大学者吕祖谦创建于乾道初年（约1165年－1166年）的书院，位于婺州（今浙江金华）。吕祖谦曾先后邀请当时的著名学者朱熹、张栻、陆九渊、陆九龄、薛季宜、叶适、陈亮等前来书院讲学。吕祖谦并且为书堂制订了学规，以“孝悌、忠信、明理、躬行”为基本准则，学生中如有“亲在别居、亲没不葬、因丧婚聚、宗俟讼财、侵犯公财、喧噪场屋、游荡不检”，即勒令退学。

## 大事记
- 1181年8月（淳熙八年），吕祖谦去世，丽泽书堂由其弟吕祖俭主持。
- 1246年（淳祐年间丙午），婺州知州许应龙将丽泽书院迁往双溪附近，并请宋理宗赵昀赐匾额。
- 1253年－1258年（宝祐年间），时少章任丽泽书院山长。
- 1264年（景定五年），何基任山长。后王柏任讲席，
- 1265年（宋末咸淳乙丑），丽泽书院迁至旌孝门外印光寺故址（即今金華城东丽泽弄一带）。

## 影响

### 命名
- 丽泽花园：浙江师范大学附近的商品住宅，居住大量浙师大教职工。[1]
- 丽泽哲学苑：浙江师范大学师生搭建的一个在线哲学交流平台。
- 金华市丽泽中学：金华市的一所公办初级中学，原为浙江金华第一中学和金华经济技术开发区管理委员会联合创办的民办“金华市丽泽书院”，2022年改为现名并转为公办学校。[2]